# Рока Партида (острво)
Рока Партида (шп. Roca Partida) је вулканско острво и најмање од 4 острва у пацифичком архипелагу Ревиљахихедо. У административном погледу острво је део мексичке савезне државе Колима, и није насељено. 
Заузима површину од свега 1,4 ha (односно 0,014 км²). Острво је дугачко око 100 метара и широко до 8 метара. Подељено је на два стеновита полуострва висине 34 м и 25 метара међусобно повезана ниском превлаком висине до 6 метара. 
Иако вулканског порекла услед интензивне абразије острво је преиначено у голу стену са потпуним одсуством вегетације, копнених животиња и извора слатке воде. Међутим познато је као место за гнеждење птичијих врста Sula granti, Sula leucogaster brewsteri, Onychoprion fuscatus crissalis и Anous stolidus ridgwayi.
Званично острво се налази у зони којом управља мексичка морнарица и за приступ је потребна специјална дозвола. 